# Mont Sugartop
Le mont Sugartop, également nommé Sugarloaf Peak ou Sukkertoppen, est le deuxième plus haut sommet de Géorgie du Sud. Il fait partie de la chaîne d'Allardyce et culmine à 2 323 mètres d'altitude.